# Taounate
Taounate är en stad i Marocko och är administrativ huvudort för provinsen Taounate som är en del av regionen Fès-Meknès. Folkmängden uppgick till 37 616 invånare vid folkräkningen 2014.